# Santa Fé (kommun)
Santa Fé är en kommun i Brasilien.   Den ligger i delstaten Paraná, i den södra delen av landet, 900 km sydväst om huvudstaden Brasília. Antalet invånare är 10 436.
Omgivningarna runt Santa Fé är en mosaik av jordbruksmark och naturlig växtlighet. Runt Santa Fé är det glesbefolkat, med 9 invånare per kvadratkilometer.